# 走蚌
走蚌（學名：Dromus dromas），又名單峰駱駝真珠蚌，是一個罕見的淡菜物种，屬於蚌科的淡水雙殼綱軟體動物、美國特有的淡水蚌物種。由於其數量大幅下降，本物種獲聯邦政府認可為瀕危物種。

## 型態描述
這種貽貝呈黃綠色，殼上有綠色的幅射線。珠母層是白色、粉紅色或微紅色。本物種的名字來源於較大個體外殼上獨特的「駝峰」。

## 分佈及棲息地
本物種分佈於美國田納西州及維吉尼亞州的田納西河流域及坎伯蘭河流域。其棲息地為清澈、潔淨及快速流動的水流。牠們無法忍受差水質，比如：混有淤泥的水。
歷史上，本物種為田納西河最常見的蚌科物種，但現時在河中只能找到老年的個體：現時只剩下四隻。本物種基本上在亚拉巴马州野外已經局部地區滅絕，但被人工再度引進。餘下的物種繼續在克林奇河及鮑威爾河繁殖，但無論怎樣，其數量始終無法超越歷史數量的十分之一，而且還是有間斷的統計。
具體來說，影響到走蚌數量下降的原因計有：
- 水道上築起了水坝；
- 淤泥的積聚；
- 來自生活污水的污染廢水；
- 來自採煤的污染；以及
- 來自石油及天然氣钻探的污染。